# Lijst van rijksmonumenten in Mheer
De plaats Mheer telt 47 inschrijvingen in het rijksmonumentenregister. Hieronder een overzicht.
| Object                                                                                 | Oorspronkelijke functie?  | Bouwjaar | Architect               | Locatie               | Coördinaten?                  | Nr.?   | Afbeelding        |
| -------------------------------------------------------------------------------------- | ------------------------- | --- | ----------------------- | --------------------- | ----------------------------- | ------ | ----------------- |
| Sint-Lambertuskerk                                                                     | Kerk en kerkonderdeel     | 1876-1881 | P.J.H. Cuypers          | Dorpsstraat 2         | 50° 46' 50" NB, 5° 47' 31" OL | 34738  | Meer afbeeldingen |
| Pastorie, zeer markant gelegen op de helling bij een bocht van de weg                  | Kerkelijke dienstwoning   | 1670 |                         | Dorpsstraat 9         | 50° 46' 47" NB, 5° 47' 32" OL | 34740  | Meer afbeeldingen |
| Voormalige kapelanie, schilderachtig gelegen tegen de helling bij een bocht van de weg | Kerkelijke dienstwoning   | tweede helft 18e eeuw |                         | Dorpsstraat 11        | 50° 46' 46" NB, 5° 47' 30" OL | 34741  | Meer afbeeldingen |
| Vakwerkhuis                                                                            | Woonhuis                  | eerste helft 19e eeuw |                         | Dorpsstraat 16        | 50° 46' 44" NB, 5° 47' 29" OL | 34742  | Meer afbeeldingen |
| Baksteen huis                                                                          | Woonhuis                  | tweede helft 19e eeuw |                         | Dorpsstraat 22        | 50° 46' 43" NB, 5° 47' 31" OL | 34743  | Meer afbeeldingen |
| Hoeve met binnenplaats                                                                 | Boerderij                 | midden 19e eeuw |                         | Dorpsstraat 24        | 50° 46' 42" NB, 5° 47' 31" OL | 34744  | Meer afbeeldingen |
| Vakwerkhoeve                                                                           | Boerderij                 | eerste helft 19e eeuw |                         | Dorpsstraat 32        | 50° 46' 39" NB, 5° 47' 36" OL | 34745  | Meer afbeeldingen |
| Vakwerkhoeve                                                                           | Boerderij                 | eerste helft 19e eeuw |                         | Dorpsstraat 32        | 50° 46' 39" NB, 5° 47' 36" OL | 34746  | Vakwerkhoeve      |
| Het Schepenhuis                                                                        | Boerderij                 | 18e eeuw |                         | Dorpsstraat 40        | 50° 46' 38" NB, 5° 47' 40" OL | 34747  | Het Schepenhuis   |
| 't Schepenhuis                                                                         | Boerderij                 | 18e-19e eeuw |                         | Dorpsstraat 42A       | 50° 46' 38" NB, 5° 47' 41" OL | 34748  | Meer afbeeldingen |
| Hoeve met binnenplaats                                                                 | Boerderij                 | 17e-18e eeuw |                         | Dorpsstraat 44        | 50° 46' 38" NB, 5° 47' 42" OL | 34749  | Meer afbeeldingen |
| Eeuwen Oud                                                                             | Boerderij                 | eerste helft 19e eeuw |                         | Dorpsstraat 48        | 50° 46' 36" NB, 5° 47' 45" OL | 34750  | Meer afbeeldingen |
| Hoeve met binnenplaats                                                                 | Boerderij                 | eerste helft 18e eeuw-eerste helft 19e eeuw (hoeve) 1767 (poort) 1788 (houten kozijnen achtervleugel) eerste helft 19e eeuw (achtervleugel) |                         | Duivenstraat 1        | 50° 46' 55" NB, 5° 47' 27" OL | 34751  | Meer afbeeldingen |
| Vakwerkhuis                                                                            | Boerderij                 | eerste helft 19e eeuw |                         | Duivenstraat 2        | 50° 47' 0" NB, 5° 47' 28" OL  | 34752  | Meer afbeeldingen |
| Hoeve met binnenplaats                                                                 | Boerderij                 | 1861 |                         | Duivenstraat 3        | 50° 46' 56" NB, 5° 47' 27" OL | 34753  | Meer afbeeldingen |
| Vakwerkhuis                                                                            | Boerderij                 | eerste helft 19e eeuw |                         | Duivenstraat 4        | 50° 47' 1" NB, 5° 47' 28" OL  | 34754  | Meer afbeeldingen |
| Hoeve met binnenplaats                                                                 | Boerderij                 | 18e eeuw (hoeve) 1726 (poort) |                         | Duivenstraat 10       | 50° 47' 3" NB, 5° 47' 28" OL  | 34755  | Meer afbeeldingen |
| Vakwerkschuur                                                                          | Boerderij                 | 1813 |                         | Duivenstraat bij 13   | 50° 46' 59" NB, 5° 47' 26" OL | 34756  | Meer afbeeldingen |
| Hoeve met binnenplaats                                                                 | Boerderij                 | 17e-18e eeuw |                         | Duivenstraat 12       | 50° 47' 4" NB, 5° 47' 28" OL  | 34757  | Meer afbeeldingen |
| 'an gen Put'                                                                           | Woonhuis                  | 19e eeuw |                         | Duivenstraat 13       | 50° 46' 60" NB, 5° 47' 27" OL | 34758  | Meer afbeeldingen |
| Vakwerkhuis                                                                            | Woonhuis                  | eerste helft 19e eeuw |                         | Duivenstraat 19       | 50° 47' 2" NB, 5° 47' 27" OL  | 34759  | Meer afbeeldingen |
| Huis met vakwerkgevel                                                                  | Boerderij                 | eerste helft 19e eeuw |                         | Leemstraat 3          | 50° 47' 2" NB, 5° 47' 38" OL  | 34760  | Meer afbeeldingen |
| Vakwerkhoeve                                                                           | Boerderij                 | eerste helft 19e eeuw |                         | Papenweg 3            | 50° 46' 41" NB, 5° 47' 38" OL | 34761  | Meer afbeeldingen |
| Bovenste Hof                                                                           | Boerderij                 | tweede helft 18e eeuw-eerste helft 19e eeuw                                                                                                 |                         | Rondelenstraat 4      | 50° 46' 59" NB, 5° 47' 25" OL | 34762  | Meer afbeeldingen |
| Vakwerkschuur                                                                          | Boerderij                 | 19e eeuw |                         | Rondelenstraat 8      | 50° 46' 58" NB, 5° 47' 22" OL | 34763  | Meer afbeeldingen |
| Hoeve in haakvorm                                                                      | Boerderij                 | eerste helft 19e eeuw |                         | Rondelenstraat 10     | 50° 46' 58" NB, 5° 47' 22" OL | 34764  | Meer afbeeldingen |
| Hoeve van vakwerk                                                                      | Boerderij                 | eerste helft 19e eeuw |                         | Rondelenstraat 12     | 50° 46' 58" NB, 5° 47' 20" OL | 34765  | Meer afbeeldingen |
| Hoeve van vakwerk                                                                      | Boerderij                 | eerste helft 19e eeuw |                         | Rondelenstraat 14     | 50° 46' 58" NB, 5° 47' 19" OL | 34766  | Meer afbeeldingen |
| Hoeve met binnenplaats                                                                 | Boerderij                 | 18e eeuw-eerste helft 19e eeuw |                         | Stallestraat 12       | 50° 46' 37" NB, 5° 47' 37" OL | 34767  | Meer afbeeldingen |
| Hoeve met binnenplaats                                                                 | Boerderij                 | 18e eeuw-eerste helft 19e eeuw |                         | Stallestraat 14       | 50° 46' 36" NB, 5° 47' 37" OL | 34768  | Meer afbeeldingen |
| Hoeve met binnenplaats, van vakwerk en baksteen                                        | Boerderij                 | 1769 |                         | Stallestraat 18       | 50° 46' 35" NB, 5° 47' 38" OL | 34769  | Meer afbeeldingen |
| Hoeve met binnenplaats, van vakwerk en baksteen                                        | Boerderij                 | 1789 |                         | Stallestraat 20       | 50° 46' 34" NB, 5° 47' 39" OL | 34770  | Meer afbeeldingen |
| Hoeve met binnenplaats                                                                 | Boerderij                 | 18e eeuw-eerste helft 19e eeuw |                         | Stallestraat 32       | 50° 46' 30" NB, 5° 47' 43" OL | 34771  | Meer afbeeldingen |
| Hoeve met binnenplaats                                                                 | Boerderij                 | eerste kwart 19e eeuw |                         | Stallestraat 34       | 50° 46' 29" NB, 5° 47' 43" OL | 34772  | Meer afbeeldingen |
| Hoeve van vakwerk en baksteen                                                          | Boerderij                 | eerste helft 19e eeuw |                         | Steegstraat 17        | 50° 46' 38" NB, 5° 47' 26" OL | 34774  | Meer afbeeldingen |
| Huis van vakwerk en mergel                                                             | Boerderij                 | 19e eeuw |                         | Steegstraat 19        | 50° 46' 38" NB, 5° 47' 25" OL | 34775  | Meer afbeeldingen |
| Vakwerkhuis                                                                            | Boerderij                 | 19e eeuw |                         | Steegstraat 21        | 50° 46' 37" NB, 5° 47' 25" OL | 34776  | Meer afbeeldingen |
| Vakwerkschuur                                                                          | Boerderij                 | 1785 |                         | Steegstraat 23        | 50° 46' 36" NB, 5° 47' 25" OL | 34777  | Meer afbeeldingen |
| Terrein waarin overblijfselen van een aantal vuursteenateliers                         | Archeologisch monument    | Neolithicum |                         | In de Banholtergrubbe | 50° 47' 29" NB, 5° 47' 54" OL | 45804  | Meer afbeeldingen |
| Villa                                                                                  | Woonhuis                  | ca. 1920 | vermoedelijk A. Martens | Jonge Hagen 7         | 50° 46' 58" NB, 5° 47' 29" OL | 506226 | Meer afbeeldingen |
| Mheer: hoofdhuis                                                                       | Kasteel, buitenplaats     | 14e-20e eeuw en later |                         | Dorpsstraat 6         | 50° 46' 48" NB, 5° 47' 26" OL | 529938 | Meer afbeeldingen |
| Mheer: bouwhoeve en voorplein                                                          | Bijgebouwen kastelen enz. | 17e eeuw |                         | Dorpsstraat bij 6     | 50° 46' 49" NB, 5° 47' 27" OL | 529939 | Meer afbeeldingen |
| Mheer: twee toegangsbruggen                                                            | Tuin, park en plantsoen   | 1917-1924 | J. Buchkremer           | Dorpsstraat bij 6     | 50° 46' 49" NB, 5° 47' 26" OL | 529940 | Meer afbeeldingen |
| Mheer: historische tuin- en parkaanleg                                                 | Tuin, park en plantsoen   | 1920 |                         | Dorpsstraat bij 6     | 50° 46' 46" NB, 5° 47' 12" OL | 529941 | Meer afbeeldingen |
| Mheer: twee ijzeren hekken                                                             | Erfscheiding              | 19e eeuw |                         | Dorpsstraat bij 6     | 50° 46' 45" NB, 5° 46' 59" OL | 529942 | Meer afbeeldingen |
| Mheer: tuinmuur                                                                        | Tuin, park en plantsoen   | 19e eeuw |                         | Dorpsstraat bij 6     | 50° 46' 53" NB, 5° 47' 29" OL | 529943 | Meer afbeeldingen |
| Mheer: grafkapel                                                                       | Kapel                     | 1864-1865 | Charles Weber           | Dorpsstraat bij 6     | 50° 46' 50" NB, 5° 47' 30" OL | 529944 | Meer afbeeldingen |